# Buitenkamp Landeshut
Buitenkamp Landeshut (Duits: Außenlager Landeshut) was een subkamp van het in Neder-Silezië gesitueerde concentratiekamp Groß-Rosen.

## Het kamp
Het kamp werd opgericht in juli 1944 in het zuidwestelijke deel van de stad Landeshut, tegenwoordig Kamienna Góra (Polen), tussen een spoorlijn en de rivier Bóbr. Het kamp bevatte alleen mannelijke gevangenen, voornamelijk Poolse, maar ook kleinere groepen van de Russen, Tsjechen, Kroaten en Duitsers die dwangarbeid moesten verrichten in drie productiehallen van kogellagerfabriek Fa. Kugelfisher. In het kamp heerste een hoog sterftecijfer, hoewel officiële aantallen onbekend zijn. Tot eind januari 1945 werden overleden gevangenen teruggebracht het hoofdkamp in Groß-Rosen en daar geregistreerd, vanaf februari 1945 werden de doden begraven in Landeshut. Na de oorlog werden ongeveer 200 lichamen van gevangenen opgegraven die tijdens de laatste drie maanden van het functioneren van het kamp overleden.

## Sluiting van het kamp
Op 14 februari 1945 werd een mislukte poging gedaan het kamp te evacueren. De gevangenen werden gedwongen deel te nemen aan een dodenmars richting Liebau in Schlesien (nu Lubawka) maar moesten echter terugkeren naar het kamp. Tot slot, op 9 mei 1945, werd Buitenkamp Landeshut bevrijd door Sovjettroepen.